# شاه‌بوف خاکستری‌فام
شاه‌بوف خاکستری‌فام یا شاه‌بوف کرم‌نما (نام علمی: Bubo cinerascens) جغد نسبتاً بزرگی است که در بخش شمالی جنوب صحرای آفریقا قرار دارد. در گذشته به عنوان زیرگونه شمالی شاه‌بوف خالدار (Bubo africanus) در نظر گرفته می‌شد.